# Críticas al anarquismo

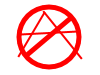
Logo de la anti-anarquía.

La principal crítica que recibe el anarquismo a día de hoy, es que dicha ideología es "utópica", es decir, que la forma de organización política y económica que propone es imposible de llevar a la práctica exitosamente. Generalmente esta opinión se basa en que ninguna sociedad puede funcionar sin un amo o un grupo de gente que gobierne y otros que sean gobernados, que sin una autoridad coercitiva o involuntaria que ponga orden las personas no se pondrían de acuerdo y acabaría reinando la ley del más fuerte; estos conceptos son debatidos por los anarquistas, con multitud de referencias históricas, culturales y hasta científicas.
En principio, el anarquismo como movimiento se ha caracterizado por cuestionar el "purismo" ideológico y táctico, debido a que la anarquía es considerada un hecho; por tanto, es la vida la que se lleva a la teoría y no al revés, siendo la ideología anarquista sólo una herramienta de los seres humanos. También suele ser despreciada la "incoherencia" entre pensamiento y acción, porque en el pensamiento anarquista los hechos son similares a su efecto. Por tanto, la crítica interna gira principalmente alrededor de estos dos temas: hacia aquellos grupos cerrados o sectarios en sus apreciaciones o a los que son incoherentes en sus actos. Se considera que caen en los mismos errores que se quieren combatir.
También existe abundante análisis y crítica sobre las carencias y los aspectos a mejorar en lo teórico, en el discurso y la estrategia, además de las observaciones hechas mutuamente entre sectores anarquistas de diferentes escuelas acerca de lo libertario y la viabilidad de sus propuestas. Esto por el lado de la autocrítica anarquista hacia su propio movimiento con fines constructivos.

## Crítica marxista
Para Karl Marx las ideas de Pierre-Joseph Proudhon eran, según su opinión, las propias de la pequeña burguesía francesa de su época.
Una de las críticas principales del marxismo al anarquismo suele pasar por el lado del llamado espontaneísmo. Este concepto designa la idea de que un cambio social importante, en este caso una revolución, no requiere de una organización férrea que lo dirija, ni de una planificación en términos de táctica y estrategia.
La respuesta anarquista, a grandes rasgos, suele atacar las formas organizativas del movimiento marxista, en las que, según ellos, los 'iluminados', aquellos que dirigen la cúpula del partido, son los que deciden las acciones del resto de los militantes, sin permitir su participación y concienciación. Los anarquistas en general suelen decir que esta crítica marxista parte del prejuicio de pensar que sin autoridad no hay orden.